# Saison 1 de Secret Story
 (juin 2025).
Cet article concerne la 1re saison de la version française de Secret Story. Pour la version portugaise, voir Secret Story - Casa dos Segredos.
La première saison de Secret Story, est une émission française de téléréalité, diffusée sur TF1 du 23 juin 2007 au 31 août 2007. Cette saison a été remportée par Johanna, Marjorie et Cyrielle Bluteau (178 000 €) face à Xavier Delarue.

## Principe
Le principe est similaire à celui de l'émission de téléréalité Loft Story,. Les candidats sont enfermés dans une maison appelée « la maison des secrets » pendant 10 semaines. Des caméras sont installées dans toutes les pièces de la maison hormis les toilettes. Ils possèdent tous une cagnotte personnelle et un secret qu'ils doivent garder à tout prix. Le but du jeu étant de trouver le secret des autres candidats. Une « voix » accompagne les participants avec des missions en mettant de l'argent en jeu ou des sanctions. Chaque semaine, les téléspectateurs votent afin d'éliminer un candidat. Le gagnant remporte la somme de 150 000 euros,.

## La maison
La maison est un lieu clos, les candidats sont sous surveillance constante. Conçue comme un espace à la fois fonctionnel et ludique, elle comprend de nombreuses pièces réparties entre les espaces de vie, de détente, de jeux et des zones stratégiques en lien avec le concept du jeu. Les candidats vivent dans deux chambres séparées selon le genre : une pour les garçons et une pour les filles. Un passoir mène au célèbre confessionnal, pièce centrale du dispositif utilisée pour les confidences face caméra. Le confessionnal cache une trappe et une grande photo de La Joconde, dont le sourire énigmatique. Le tableau de Léonard de Vinci est également dissimulé à d’autres endroits de la maison, renforçant le jeu de secrets. La maison propose plusieurs commodités indispensables à la vie quotidienne : une salle de bain commune avec douche et eau rationnée, des toilettes, une réserve servant de buanderie, ainsi que deux dressings distincts pour les filles et pour les garçons. Une cuisine américaine attenante permet aux candidats de préparer leurs repas, et le salon high-tech est équipé d’un billard et d’un téléviseur à écran plat. À l’extérieur, les habitants disposent d’une cuisine d’été, d’un salon en plein air, d’une pergola avec une grande table, ainsi que d’un vaste jardin avec pelouse, où la production organise régulièrement des jeux. Une piscine de 10,5 mètres sur 5,5 mètres, équipée de caméras, permet aux candidats de se détendre tout en restant sous l’œil des spectateurs. Un local pour les poubelles, avec tri sélectif, est également prévu. L’entrée et la sortie de la maison se font par une zone bien définie nommé le « sas », puis à chaque émission, le candidat éliminé quitte la maison en empruntant un grand tapis rouge menant au studio. Enfin, la maison est truffée de pièces secrètes, de trappes et de portes dissimulées, permettant à la production d’orchestrer surprises et rebondissements.

## Candidats
| Candidat     | Secret                                      | Période                        | Statut    | Gains     |
| ------------ | ------------------------------------------- | ------------------------------ | --------- | --------- |
| Les triplées | Nous sommes triplées                        | 23 juin 2007 – 31 août 2007    | Premières | 178 000 € |
| Xavier       | Nous sommes mariés                          | 23 juin 2007 – 31 août 2007    | Second    | 29 825 €  |
| Tatiana      | Nous sommes mariés                          | 23 juin 2007 – 31 août 2007    | Troisième | 25 400 €  |
| Maxime       | Je suis un enfant de star                   | 23 juin 2007 – 31 août 2007    | Quatrième | 13 750 €  |
| Gabriel      | Je suis le complice de la voix              | 23 juin 2007 – 24 août 2007    | Éliminé   |           |
| Maryline     | Je suis naturiste                           | 23 juin 2007 – 17 août 2007    | Éliminée  |           |
| Erwan        | J'ai décidé de changer de sexe              | 23 juin 2007 – 10 août 2007    | Éliminé   |           |
| Ophélie      | Je suis playmate                            | 23 juin 2007 – 3 août 2007     | Éliminée  |           |
| Julien       | Je suis escort                              | 23 juin 2007 – 27 juillet 2007 | Éliminé   |           |
| Laly         | Je suis policière et strip-teaseuse         | 23 juin 2007 – 20 juillet 2007 | Éliminée  |           |
| Nicolas      | J'ai perdu 50 kg                            | 23 juin 2007 – 13 juillet 2007 | Éliminé   |           |
| Nadège       | J'ai des TOC                                | 23 juin 2007 – 6 juillet 2007  | Éliminée  |           |
| Fred         | Je suis en contact avec les extraterrestres | 23 juin 2007 – 29 juin 2007    | Éliminé   |           |

## Audiences

### Émissions hebdomadaires
|                                  | Téléspectateurs | Parts de marché sur les 4 ans et plus | Référence |
| -------------------------------- | --------------- | ------------------------------------- | --------- |
| Samedi 23 juin 2007 à 20:50      | 4 987 000       | 30,1 %                                | [ 28 ]    |
| Vendredi 29 juin 2007 à 22:40    | 4 592 000       | 36,7 %                                | [ 29 ]    |
| Vendredi 6 juillet 2007 à 22:20  | 4 931 000       | 34,5 %                                | [ 29 ]    |
| Vendredi 13 juillet 2007 à 22:10 | 4 527 000       | 31,3 %                                | [ 29 ]    |
| Vendredi 20 juillet 2007 à 22:10 | 4 477 720       | 28,9 %                                | [ 29 ]    |
| Vendredi 27 juillet 2007 à 22:10 | 4 928 000       | 33,0 %                                | [ 29 ]    |
| Vendredi 3 août 2007 à 22:10     | 4 870 000       | 35,7 %                                | [ 29 ]    |
| Vendredi 10 août 2007 à 22:10    | 4 590 000       | 34,8 %                                | [ 29 ]    |
| Vendredi 17 août 2007 à 22:10    | 4 533 000       | 32,4 %                                | [ 29 ]    |
| Vendredi 24 août 2007 à 22:10    | 5 441 280       | 37,6 %                                | [ 29 ]    |
| Vendredi 31 août 2007 à 22:10    | 6 008 080       | 39,4 %                                | [ 29 ]    |

Légende :
En fond vert = Les plus hauts chiffres d'audiences
En fond rouge = Les plus bas chiffres d'audiences

### Émissions quotidiennes
|                    | Téléspectateurs | Parts de marché sur les 4 ans et plus | Référence         |
| ------------------ | --------------- | ------------------------------------- | ----------------- |
| Lundi 25 juin 2007 | 3 910 920       | 30,7 %                                | [ 30 ]            |
| Mardi 26 juin 2007 | 3 684 200       | 30,2 %                                | [ 31 ]            |
| Jeudi 30 août 2007 | 3 910 920       | 32,1 %                                | [réf. nécessaire] |

## Bande originale
La bande originale est composée par Matt Houston sous le nom de « Booty Full » et la chanson s'intitule I Wanna Chat,.